# Betula utilis
Betula utilis є листопадним деревом із Західних Гімалаїв, що росте на висоті до 4500 м. Латинський видовий епітет utilis означає «корисний» і стосується багатьох видів використання різних частин дерева. Біла кора, схожа на папір, використовувалася в стародавні часи для написання санскритських писань і текстів. Його досі використовують як папір для написання священних мантр, а кору поміщають в амулет і носять для захисту. Вибрані сорти використовуються для озеленення по всьому світу, навіть якщо деякі райони його рідного середовища існування втрачаються через надмірне використання дерева на дрова.

## Біоморфологічна характеристика
Дерево до 35 м заввишки. Кора темно-червоно-бура, відшаровується тонкими лусочками. Гілки червоно-бурі, голі; гілочки коричневі, густо-смолисті, залозисті й запушені. Листкові ніжки 8–20 мм; листкова пластинка яйцювата, яйцеподібно-еліптична або довгаста, 4–9 × 2.5–6 см, абаксіально (низ) густо-смолиста й запушена, борідчаста в пазухах бічних жилок, у молодості адаксіально густо ворсинчаста, край нерівномірний і подвійно гострий пилчастий, верхівка загострена або хвостато-загострена. Жіноче суцвіття по 1, або по 2 або по 3 у китиці, звисає, видовжено-циліндричної форми, 30–50 × 7–12 мм. Горішок оберненояйцеподібний, 2–3 × 1.5–2 мм, з плівчастими крилами приблизно шириною як горішок. 2n = 56. Цвітіння: червень і липень; плодіння: липень і серпень.

## Поширення
Населяє широколистяні ліси помірного поясу; на висотах 2500–3800(4500) метрів. Природний ареал гімалайської берези простягається від Афганістану через Пакистан, Індію, Непал і Бутан до Китаю.